# Suliszew
Suliszew – wieś w Polsce położona w województwie łódzkim, w powiecie skierniewickim, w gminie Nowy Kawęczyn. Leży nad rzeką Rawką, na granicy Bolimowskiego Parku Krajobrazowego. 
Wieś szlachecka położona była w drugiej połowie XVI wieku w powiecie rawskim ziemi rawskiej województwa rawskiego. W latach 1975–1998 miejscowość położona była w województwie skierniewickim.
We wsi istniała przychodnia zdrowia zlokalizowana w zabytkowym pałacu, młyn wodny, elektrownia wodna o mocy 32 kW nad Rawką, jednostka OSP utworzona około 1905 roku oraz prywatne lądowisko i hangar.